# 名鉄AUTO
株式会社名鉄AUTO（めいてつアオト、登記社名：株式会社名鉄アオト）は、愛知県名古屋市北区に本社を置く名鉄グループの自動車ディーラーである。
BMW及びMINIの正規ディーラーとして愛知・岐阜で展開している中部地区最大の正規代理店である。
名鉄協商の子会社であり、名古屋鉄道の連結子会社である。

## 事業内容
1987年（昭和62年）12月21日設立。BMW JAPANの正規ディーラーとしてBMW新車および認定中古車の販売、整備を行う。2002年3月2日よりMINI正規ディーラーとしてMINI新車および認定中古車販売、整備も開始する。
- BMW・MINI正規ディーラー
- BMW・MINIの販売及び修理
- 中古車の販売及び修理
- 自動車関連部品・用品の販売
- 各種損害保険の代理業

## 沿革
- 1987年12月21日 - 設立。
- 1988年4月28日 - 大曽根営業所 竣工及び営業開始。
- 1989年
  - 9月 - 小牧営業所 竣工及び営業開始。
  - 12月 - 鳴海営業所 竣工及び営業開始。
- 1990年11月 - 名東営業所 竣工及び営業開始。
- 1998年2月 - 勝川サービスセンター 竣工及び営業開始。
- 2002年3月 - 中村営業所 竣工及び営業開始。MINI中村営業開始。
- 2003年6月 - 株式会社ユニクラオートより春日井営業所を事業継承。
- 2005年4月 - 尾張旭営業所　竣工及び営業開始（春日井営業所より移転）。
- 2012年
  - 1月 - 株式会社モトーレン名古屋東（東洋リース）より八事石坂営業所、BPS檀渓通、MINI名古屋中、MINI天白を事業継承。
  - 3月 - MINI春日井 竣工及び営業開始。
- 2013年12月 - MINI中村 新車販売業務終了。
- 2014年3月 - MINI緑 竣工及び営業開始（MINI天白より移転）。
- 2015年7月 - 株式会社ケービーエスオートと合併。BMW販売店舗は「Meitetsu BMW」の名称へ統一。拠点名を営業所から店に改称。
- 2020年
  - 2月 - Meitetsu BMW多治見店 新築移転オープン。BPS多治見併設新規オープン。
  - 3月 - Meitetsu BMW小牧店 新築移転オープン。
- 2023年
  - 7月 - カーセブン愛知犬山 新規開業。
  - 12月 - Meitetsu BMW名古屋インター店 新築移転オープン（Meitetsu BMW名東店より移転）。
- 2024年
  - 3月 - MINI中川 新築移転オープン（MINI名古屋中より移転）。
  - 10月 - BMW Premium Selection 大垣 併設新規オープン
  - 10月 - MINI NEXT中川 併設新規移転オープン（MINI NEXT 檀渓通より移転）
  - 10月 - MINI NEXT春日井 併設新規オープン。
- 2025年
  - 3月 - 鳴海・尾張旭・八事の3店舗をネクステージに譲渡。3店舗は同社の子会社「株式会社ONEモトーレン」の運営に移行する。

## 事業拠点
BMW新車販売拠点
- Meitetsu BMW 大曽根店
- Meitetsu BMW 名古屋インター店
- Meitetsu BMW 小牧店
- Meitetsu BMW 中村店
- Meitetsu BMW 岐阜店
- Meitetsu BMW 大垣店
- Meitetsu BMW 多治見店

MINI新車販売拠点
- MINI 緑
- MINI 中川
- MINI 春日井

BMW認定中古車拠点
- BMW Premium Selection 小牧
- BMW Premium Selection 長久手
- BMW Premium Selection 岐阜
- BMW Premium Selection 大垣

MINI認定中古車拠点
- MINI NEXT 中川
- MINI NEXT 春日井
- MINI NEXT 小牧

その他拠点
- 小牧パーツ・センター
- 勝川サービスセンター
- 犬山PDIセンター
- カーセブン愛知犬山